# Cay Lorenz von Brockdorff (Landrat)
Cay Lorenz Graf von Brockdorff (* 8. November 1813 in Kletkamp; † 25. Mai 1870 in Segeberg) war ein deutscher Verwaltungsjurist und der erste Landrat des Kreises Segeberg.

## Leben

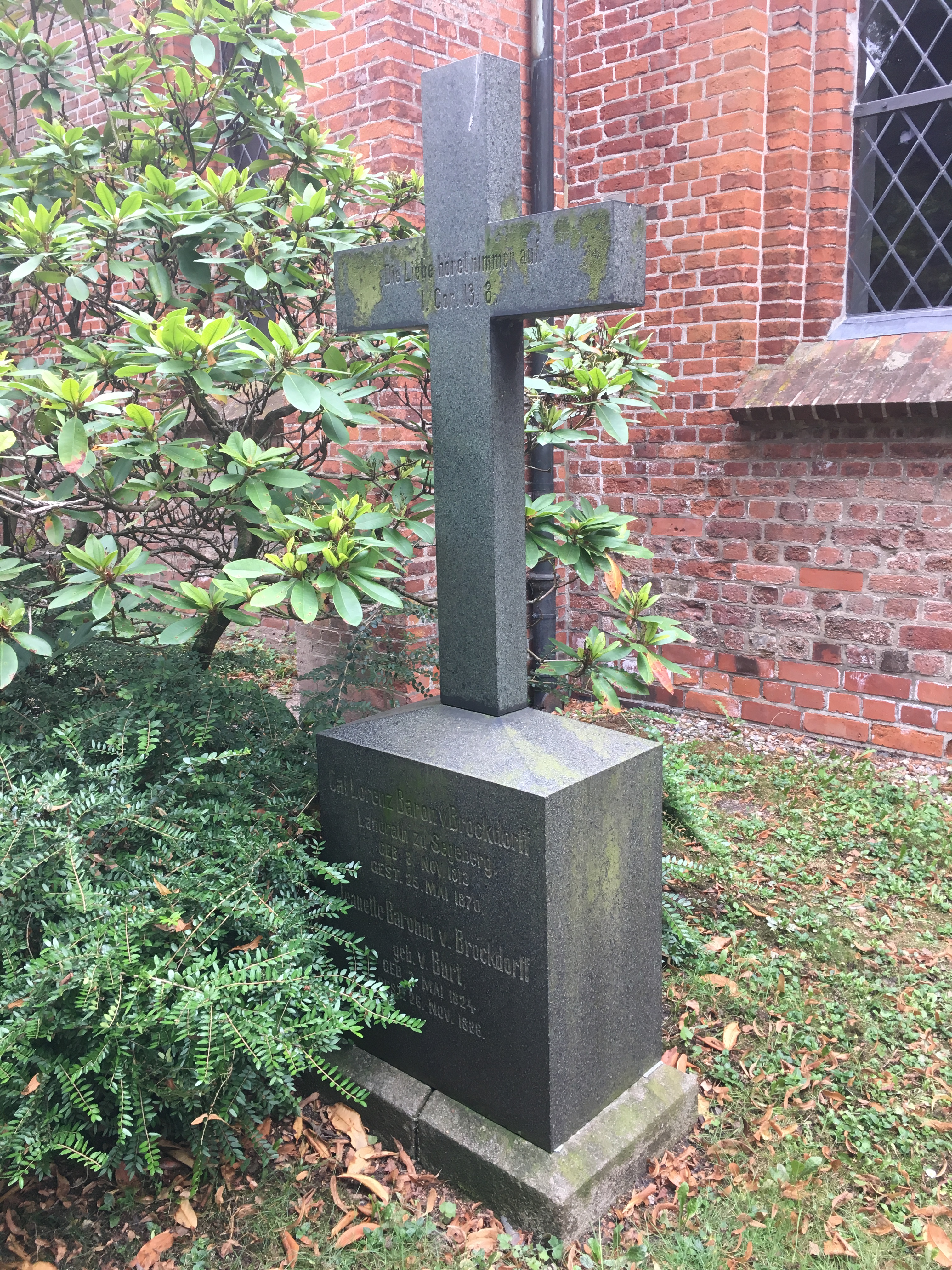
Grab in Bad Segeberg

Cay Lorenz von Brockdorff war der Sohn des dänischen Hofjägermeisters Ludwig Reichsgraf von Brockdorff und seiner Frau Ida aus dem Hause von Bülow-Westensee. Er studierte ab 1833 Rechtswissenschaften an der Universität Göttingen und wurde dort Mitglied der Corps Lunaburgia (1833), Hannovera (1834) und Vandalia (1834). Nach dem bestandenen Amtsexamen (1840) wurde er im darauffolgenden Jahr Auskultator beim holsteinischen Obergericht Glückstadt. 1848 wurde er Amtmann in Neumünster, 1852 Polizeimeister in Itzehoe, 1860 wieder Amtmann im Amt Cismar als Nachfolger von Heinrich von Döring, ab 1866 in Segeberg, wo er dann mit der preußischen Verwaltungsumstellung 1868 Landrat wurde. Brockdorff verstarb im Amt, sein Nachfolger wurde 1870 bis 1877 Ernst Freiherr von Gayl (1832–1895), der davor seit 1863 Landrat des brandenburgischen Kreises Teltow war.
Er war seit 1843 verheiratet mit Jeanette Burt (1824–1886), war damit Schwager von Helmuth Karl Bernhard von Moltke, und hatte mit ihr sechs Kinder.